# José María de Palacio y Abárzuza
José María de Palacio y Abárzuza (Londres, 1866 – Torrelodones, 1940) fue un ingeniero y coleccionista de arte español, tercer conde de las Almenas y primer marqués del Llano de San Javier.

## Biografía
Nació en 1866 en Londres, el día 29 de abril, ostentó, además del marqués del Llano de San Javier, el título nobiliario de conde de las Almenas, heredado de su padre, Francisco Javier de Palacio y García de Velasco. Su madre era la habanera María Dolores de Abárzuza Saris. Estuvo casado con Francisca Maroto y Polo. Muy aficionado al arte, se hizo construir en el municipio madrileño de Torrelodones el llamado palacio del Canto del Pico. Pese a su filantropía también fue conocido por sus artimañas que bajo diplomacia y donaciones acababan con la sustracción y espolio de arte para su venta más adelante. Falleció en 1940, en el inmueble mencionado anteriormente.
En 2021, José María de Palacio y Abárzuza, tercer conde de las Almenas, y el palacio del Canto del Pico fueron llevados a la literatura en la novela Los prodigios de Gillingham, de José Francisco Rodil Lombardía, publicada por Velasco Ediciones. 